# Bleikja (Tysnes)
Pour les articles homonymes, voir Bleikja.
Bleikja est une île norvégienne dans le landskap Sunnhordland du comté de Vestland. Elle appartient administrativement à Tysnes.

## Géographie
Rocheuse et couverte d'une légère végétation, à fleur d'eau, elle s'étend sur environ 59 m de longueur pour une largeur approximative de 36 m. 